# 神采飛揚 (約翰·傳奇專輯)
《神采飛揚》（英語：Get Lifted）是美国歌手約翰·傳奇的首张錄音室專輯，由GOOD音乐、索尼城市音乐和哥伦比亚唱片于2004年12月28日在美国发行。该专辑由传奇当时的经纪人肯伊·威斯特制作，他也是该专辑的执行制作人，还有戴夫·托泽、威尔-艾姆和德沃-斯普林斯廷，该专辑在全球销售超过300万张，在美国共销售210万张，在美国获得双白金认证。该专辑赢得了2006年格莱美最佳R&B专辑奖，并为传奇赢得了另外两个奖项，即最佳新人奖和他的单曲〈普通人〉（"Ordinary People"）的最佳R&B男声表演奖。